# Ági Gubik
Ági Gubik, známá jako Ági Gubiková, Gubik Ágnes (* 4. únoru 1977, Želiezovce) je slovenská herečka maďarské národnosti. Účinkuje v divadle v Budapešti, maďarských seriálech, v maďarských, slovenských ale tak českých filmech.

## Filmografie
- 1999 – Šest statečných – Rojkovia (Snílci) – Zuzana
- 2000 – Posledná večera (studentský film)
- 2004 – Nepochovaný mŕtvy
- 2008 – Panika – Zsuzsi
- 2008 – Malé oslavy – Zora
- 2009 – Otec (studentský film) – matka
- 2009 – Pokoj v duši
- 2010 – Szinglik éjszakája – Andi
- 2010 – Román pro muže – recepční
- 2013 – Babie leto
- 2014 – Poslední cyklista – Helga Orensteinová
- 2017 – Zádušní oběť (TV film) – Helga
- 2017 – Pátá loď – Kristiánova matka
- 2020 – Krajina ve stínu – Eva Bednářová

## Ocenění
- 2008: Ocenění za nejlepší herečka v Maďarsku – filmu Panika
- Oceněna jako talent roku na festivalu Divadelní Nitra
- Mezinárodní televizní festival v Monte Carlu 2014 – film Poslední cyklista, role Helga, nominace v kategorii Nejlepší ženský herecký výkon – TBA[2]